# Џанкшон Сити (Мисури)
Џанкшон Сити (енгл. Junction City) град је у америчкој савезној држави Мисури.

## Демографија
По попису из 2010. године број становника је 327, што је 8 (2,5%) становника више него 2000. године.
| Група             | 2000.       | 2010.       |
| Белци             | 314 (98,4%) | 311 (95,1%) |
| Афроамериканци    | 0 (0,0%)    | 2 (0,6%)    |
| Азијати           | 0 (0,0%)    | 0 (0,0%)    |
| Хиспаноамериканци | 0 (0,0%)    | 6 (1,8%)    |
| Укупно            | 319         | 327         |